# (2212) Гефест
(2212) Гефест (лат. Hephaistos) — это околоземный астероид из группы аполлонов, характеризующийся крайне вытянутой орбитой и в силу этого получивший довольно широкую известность. Он был обнаружен 27 сентября 1978 советским астрономом Людмилой Черных в Крымской астрофизической обсерватории и назван в честь древнегреческого бога огня и кузнечного мастерства Гефеста.

Орбита астероида Гефест и его положение в Солнечной системе
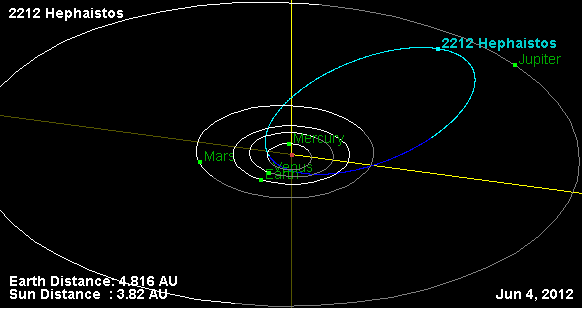
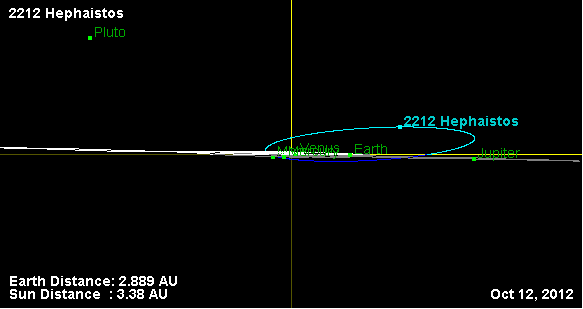
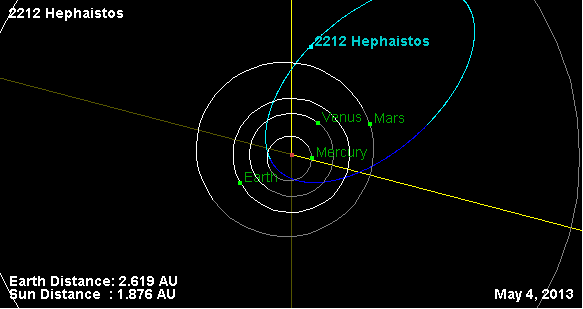

Очень большой эксцентриситет орбиты вызывает значительные колебания расстояния Гефеста до Солнца, из-за чего этот астероид не только пересекает орбиты сразу всех четырёх планет земной группы от Меркурия до Марса, но и, пересекая весь пояс астероидов, вплотную приближается к орбите Юпитера.